# 卡多雷地区博尔卡
卡多雷地区博尔卡（義大利語：Borca di Cadore）是意大利威尼托大区贝卢诺省的一个市镇。总面积26平方公里，人口832人，人口密度32.0人/平方公里（2009年）。国家统计（ISTAT）代码为025007。